# Lucchini RS
Lucchini RS S.p.A. (ex Lucchini Sidermeccanica S.p.A. e dove l'acronimo "RS" sta per Rolling Stock, cioè materiale rotabile) è una società italiana, di proprietà della famiglia Lucchini (attraverso la holding Sinpar S.p.A.) e separatasi nel luglio 2007 dal resto del Gruppo Lucchini, rimasto di proprietà del gruppo russo Severstal.
L'azienda è specializzata nella produzione di materiale rotabile per treni, tram e metro (ruote, cerchioni e assili ferroviari e sale montate complete). Inoltre è attiva anche nella produzione di forgiati, getti, acciai per utensili e lingotti da forgia.
La sede della società è a Brescia, ma lo stabilimento produttivo è a Lovere (Bergamo) dove è presente tutto il processo produttivo dell'acciaio: acciaieria, fucinatura, fonderia, meccanica rodeggi e meccanica pesante.

## Storia
Il sito produttivo di Lovere, attuale stabilimento principale del Gruppo Lucchini RS, fu fondato nel 1856 da Giovanni Andrea Gregorini che vi trasferì la propria attività dalla Valcamonica. Nel 1907 lo stabilimento avviò la produzione di ruote ferroviarie, ancora oggi uno dei prodotti distintivi dell'azienda, essendo l'unico produttore italiano di ruote ferroviarie forgiate e tra i pochi al mondo.
Nel 1930 l'azienda fu nazionalizzata e rimase a controllo statale per molti anni, sotto diversi nomi tra i quali ILVA, Italsider, Terni e Lovere Sidermeccanica.
Nel 1990, nel quadro generale del programma di privatizzazioni della siderurgia statale italiana, lo stabilimento di Lovere fu ceduto al Gruppo Lucchini del Cav. Luigi Lucchini. La società loverese fu allora denominata "Lucchini Sidermeccanica" e avviò un programma di modernizzazione ed internazionalizzazione (nel 2000 furono acquisite da AD Tranz le società Lucchini UK e Lucchini Sweden, nel 2002 fu fondata Lucchini Poland), restando all'interno del Gruppo Lucchini fino al 2007, anno in cui la Famiglia Lucchini, tramite la propria holding finanziaria Sinpar S.p.A., acquisì il controllo diretto e al 100% di Lucchini Sidermeccanica.
Nel medesimo anno 2007, subito dopo l'acquisizione diretta da parte della famiglia Lucchini, la società lanciò un investimento da circa 100 milioni di Euro per la sostituzione completa della propria linea di forgia delle ruote ferroviarie con una nuova linea totalmente automatizzata. Lo stesso anno, l'azienda si unì in una joint venture con la cinese Zhibo Transport Equipment per costruire il più grande impianto al mondo di manutenzione per le sale montate destinate a equipaggiare i treni ad alta velocità cinesi. La Ferrovia ad alta velocità in Cina è di gran lunga la maggiore rete mondiale per lunghezza delle linee e numero di treni in esercizio.
Nel 2008 la società ha cambiato nome, assumendo la propria attuale denominazione Lucchini RS S.p.A.
Lucchini India è una società nata nel maggio 2010 in joint venture maggioritaria (55%) con la società Bharat Connect Ltd. della famiglia indiana Kanoria. Nel gennaio 2012 Lucchini RS ha acquistato la quota del 45% detenuta dal socio indiano.
Nel dicembre 2010, Lucchini RS ha allacciato alla rete elettrica un impianto fotovoltaico a tetto da circa 1 MWp, in grado di produrre circa 1,2 milioni di kWh all'anno. Tale impianto a tetto rappresenta al momento dell'allacciamento una delle realizzazioni italiane di maggiori dimensioni.
Nel 2013 Lucchini RS, ha siglato un accordo con Italcertifer - società di certificazione del Gruppo FS - con il quale le assegna il ruolo di fornitore esclusivo per l'Italia delle attività di test, verifica e certificazione di componenti ferroviari. Nella Convenzione, è anche previsto che Italcertifer possa avere il ruolo di fornitore privilegiato per l'estero con la possibilità di estendere la collaborazione anche con le controllate europee del Gruppo industriale di Lovere.
Per espandere il proprio network nella zona tedescofona dell'Europa il gruppo Lucchini, insieme all'austriaca SMW Metallverarbeitung GmbH, costituisce una nuova società denominata Lucchini Central Europe GmbH, detenendone il 75% delle quote. L'amministratore delegato è Manfred Zorn, già CEO di SMW. La nuova joint venture si rivolge al mercato tedesco, austriaco e svizzero.
Il 27 giugno 2014 Lucchini RS acquisisce dal Tribunale di Liegi uno stabilimento per la produzione di materiale ferroviario, costituendo una nuova società chiamata LBX ed espandendo il proprio network nella zona francofona dell'Europa.
Il 3 settembre 2014 viene reso noto che la Lucchini RS ha siglato un accordo preliminare con l'obiettivo, entro la fine dell'anno, di acquisire il 49% di Mamé Group SpA, società produttrice di componenti forgiati in acciaio con sede a Cividate Camuno (Brescia). L'accordo siglato dal gruppo guidato da Giuseppe Lucchini prevede inoltre un'opzione per acquisire la maggioranza della società camuna entro il 2017.
Il 10 giugno 2015 Antonio Mamé e Giuseppe Lucchini, rispettivamente presidenti di Mamé Group SpA e Lucchini RS SpA firmano l'accordo definitivo relativo all'acquisizione da parte di Lucchini RS di una partecipazione del 75% in una società di nuova costituzione (Lucchini Mamé Forge S.p.A.) che nasce dall'apporto dei rami aziendali delle società operative controllate da Mamé Group Spa. Il presidente è Antonio Mamé, mentre l'amministratore delegato è Giuseppe Moschini. L'accordo iniziale prevedeva un'acquisizione da parte di Lucchini RS del 49% che si sarebbe trasformato nell'arco di qualche anno in una maggioranza assoluta; per ragioni inerenti alla costruzione societaria necessaria è stato ritenuto più idoneo e utile un assetto diverso che saltasse la fase intermedia.
Il 1º marzo 2017 Lucchini RS acquisisce Euras, ramo di Acciai Brianza, dando vita a Lucchini Tool Steel, impegnata nella lavorazione e commercializzazione di acciai per utensili. La sede della nuova società viene spostata a Suisio (Bergamo) dal 1º marzo 2019. La nuova acquisizione si inserisce nella strategia industriale di Lucchini RS che prevede un piano di consolidamento e rafforzamento della “Divisione forgiati e fusi” avviata dopo l’acquisizione di Lucchini Mamé Forge.
Il 1º settembre 2018, nasce una nuova società, denominata Lucchini Industries Srl, controllata da Lucchini RS, in cui vengono fatte confluire tutte le attività produttive dello stabilimento loverese.
Nel settembre 2021 viene annunciato l'accordo con gli azionisti di FA.RO Acciai per fondere tale società con Lucchini Tool Steel, creando così Lucchini FA.RO. s.r.l., uno dei più importanti centri servizio europei della vendita di acciai di qualità per utensili, destinati alla realizzazione di stampi per la plastica, pressofusione, estrusione e stampaggio a caldo.
Nel 2023 Lucchini RS ha costituito Uliss, una joint venture con EcoEnergy dedicata al recupero e alla valorizzazione dei sottoprodotti industriali. L’iniziativa nasce con l’obiettivo di rafforzare l’impegno del Gruppo verso la sostenibilità ambientale, promuovendo soluzioni di economia circolare e riducendo l’impatto degli scarti di produzione.

## Stabilimenti
Il gruppo Lucchini RS è composto dalle seguenti società:
- Lucchini Industries (Lovere, Bergamo)
- Lucchini Mamé Forge (Cividate Camuno, Brescia)
- Lucchini FA.RO. (Pozzo d'Adda e Suisio, Bergamo)
- LUR Lucchini Unipart Rail (Manchester e Doncaster, Regno Unito)
- Lucchini Sweden (Surahammar, Svezia)
- Lucchini Poland (Mińsk Mazowiecki, Polonia)
- Lucchini India (Nuova Delhi, India)
- Lucchini Central Europe (Hofkirchen an der Trattnach, Austria)
- Lucchini South Africa (Johannesburg, Sudafrica)
- Lucchini North America (New York, Stati Uniti)
- LBX (Seraing, Belgio)
- Lucchini CN (Pechino, Cina)
- Zhibo Lucchini (Taiyuan, Cina)
- Uliss (Montichiari, Brescia)

## Principali clienti
- Trenitalia
- Hitachi Rail Italy
- Ente Autonomo Volturno
- Trenord
- ATM
- ATAC
- SNCF
- SNCB
- Siemens AG
- Alstom
- Stadler Rail
- CRRC
- Hyundai Rotem
- Pesa
- Danieli
- Fincantieri